# Jean-Jacques Hauser
Jean-Jacques Hauser, né le 30 juin 1932 à Glaris (Suisse) et mort 22 février 2009 à Acquarossa (Suisse), est un pianiste suisse de musique classique connu pour ses talents d'improvisation. En 1968 à l'occasion d'un concert à Zurich, il crée le personnage de Tartarov, pianiste russe virtuose qui improvise sur les airs traditionnels à la manière des grands maîtres, Mozart, Beethoven, etc.

## Tartarov, la mystification musicale
Le 16 avril 1968, le physicien suisse Hannes Keller annonce la venue exceptionnelle d'Antonej Sergejvitch Tartarov pour un concert événement au palais des congrès de Zurich en faveur de l'UNICEF. Le jeune prodige russe interprétera des pièces "peu connues" des plus grands composisteurs, Mozart, Bartok, Ravel, ou encore la 33e sonate pour piano de Beethoven (Beethoven n'a écrit que 32 sonates) découverte récemment dans le coffre du fils d'une vieille maîtresse de Franz Liszt.
Le jour dit 2000 spectateurs et des journalistes de toute l'Europe se pressent dans la salle. Tartarov (Jean-Jacques Hauser) entre en scène grimé d'une grosse moustache, d'épais sourcils et d'une perruque. Si les trois premières pièces interprétées sont effectivement des œuvres originales (Scriabine, Bartok, Ravel), la quatrième est très librement modifiée (Prokoviev) et les suivantes totalement improvisées (Beethoven, Mozart, Liszt). À la fin du concert, Tartarov est longuement applaudi par toute la salle. Hannes Keller le rejoint sur scène pour s'adresser au public. Il révèle la supercherie et offre de rembourser tous les billets. Les spectateurs médusés ovationnent Jean-Jacques Hauser. L'organisateur n'eût à rembourser aucun billet.
Le but de Hannes Keller était de démontrer la valeur du jeune pianiste suisse et la qualité de ses improvisations. Il rappela à cette occasion que l'art de l'improvisation était très populaire jusqu'au siècle dernier, par exemple pratiquée par Liszt qui aimait improviser sur des sujets proposés par le public. La presse ne fut pas rancunière et rapporta la prestation avec enthousiasme.

### Programme du récital
- Sonate Op.30 (Scriabine) (1)
- Deux danses roumaines Op.8a (Bartok) (1)
- Scarbo d'après « Gaspard de la nuit » (Ravel) (1)
- Seconde Toccata (Prokofiev) (2)
- Sonate inachevée en la bémol majeur (Beethoven) (3)
- Rondo d'après un chant suisse (Mozart) (3)
- Grosse Fantaisie d'après « Les Préludes » (Liszt) (3)
- Im Aargau sind zwei Liebi (Tartarov)
- Ein Männlein steht im Walde (Tartarov)
- Es taget vor dem Walde (Tartarov)
- Vo Luzern gege Wäggis zue (Tartarov)
- Hannes Keller s'adresse au public
- Fuchs, du hast die Gans gestohlen (Tartarov)

(1) Œuvre originale
(2) Œuvre originale suivie d'une improvisation
(3) Improvisation intégrale

### Le personnage
Antonej Sergejvitch Tartarov dit « Tartarov le vertueux », est un pianiste muet d'origine russe né en Géorgie. Légende incontestée des grands maîtres de l'improvisation, il connaît tous les secrets du clavier.